# Goguita Arkania
Goguita Arkania (26 de mayo de 1984) es un deportista georgiano que compite en karate, en la modalidad de kumite.
Ganó tres medallas en el Campeonato Mundial de Karate entre los años 2008 y 2021, y cuatro medallas en el Campeonato Europeo de Karate entre los años 2005 y 2022. En los Juegos Europeos consiguió dos medallas, en los años 2019 y 2023.

## Palmarés internacional
| Campeonato Mundial | Campeonato Mundial              | Campeonato Mundial | Campeonato Mundial |
| Año                | Lugar                           | Medalla            | Prueba             |
| ------------------ | ------------------------------- | ------------------ | ------------------ |
| 2008               | Tokio (Japón)                   | Medalla de bronce  | Abierta            |
| 2014               | Bremen (Alemania)               | Medalla de oro     | –84 kg             |
| 2021               | Dubái (EAU)                     | Medalla de oro     | +84 kg             |
| Juegos Europeos    |                                 |                    |                    |
| Año                | Lugar                           | Medalla            | Prueba             |
| 2019               | Minsk (Bielorrusia)             | Medalla de bronce  | +84 kg             |
| 2023               | Bielsko-Biała (Polonia)         | Medalla de bronce  | +84 kg             |
| Campeonato Europeo |                                 |                    |                    |
| Año                | Lugar                           | Medalla            | Prueba             |
| 2005               | Santa Cruz de Tenerife (España) | Medalla de bronce  | –80 kg             |
| 2013               | Budapest (Hungría)              | Medalla de bronce  | –84 kg             |
| 2018               | Novi Sad (Serbia)               | Medalla de bronce  | +84 kg             |
| 2022               | Gaziantep (Turquía)             | Medalla de bronce  | +84 kg             |